# سینه‌سرخ پیسه دم‌حنایی
سینه‌سرخ پیسه دم‌حنایی (نام علمی: Trichixos pyrropygus) نام یک گونه از سرده سینه‌سرخ پیسه است.